# Pilegesh
Pilegesh (hebreo: פִּילֶגֶשׁ) es un vocablo hebreo para una concubina con el reconocimiento social y legal de una esposa reconocida, a menudo con el propósito de producir descendencia.
La Torá distingue entre concubinas y esposas "subestandard" mediante el prefijo "to".

## Etimología
El vocablo pilegesh parece ser una palabra tomada de origen indo-europeo relacionada con el vocablo griego: παλλακίς pallakis, que significa concubina.
En hebreo moderno, a menudo se utiliza pilegesh en forma equivalente a la palabra "amante" en español, o sea la compañera mujer en una relación extramatrimonial aun cuando dicha relación no sea reconocida legalmente.